# ایلیوشین ایل-۴
ایلیوشین ایل-۴ (به انگلیسی: Ilyushin Il-4) (به روسی: Илью́шин Ил-۴) یک بمب‌افکن متوسط دو موتوره ساختِ دفتر طراحی ایلیوشین در اتحاد جماهیر شوروی در جریان جنگ جهانی دوم بود که به صورت گسترده وارد خط تولید انبوه گردید. در مجموع بیش از ۵ هزار فروند از این هواپیما به تنهایی و ۶۷۰۰ فروند همراه با دی‌بی-۳ در طول جنگ ساخته شد. نخستین استفاده‌کنندهٔ این هواپیما نیروی هوایی شوروی بوده‌است.

## طراحی و توسعه

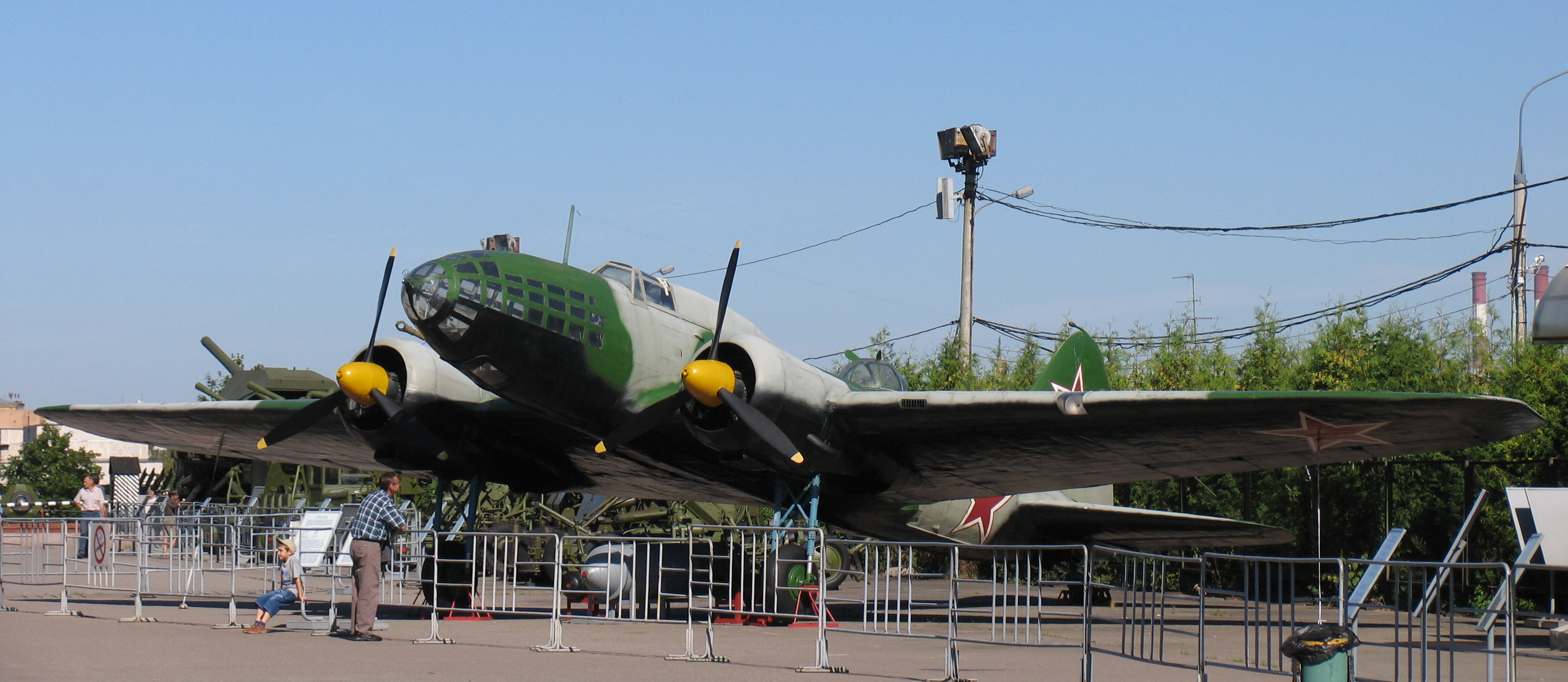
ایل-۴ در مسکو، روسیه

در سال ۱۹۳۸ دفتر طراحی ایلیوشین، دی‌بی-۳ را به گونه ای مجدداً طراحی کرد که تولید آن سهولت و عملکرد آن ارتقا بابد که در ابتدا عنوان دی‌بی-اف (Forsirovanniye یا «تقویت شده») به خود گرفت. این طراحی مجدد فرایند تولید هواپیما را از بیشتر از ۳۰ هزار ساعت به نزدیک ۱۴ هزار ساعت رساند. ساختار داخلی هواپیما به خصوص بال‌ها به شکل گسترده‌ای تغییر کرد به گونه ای آن را از ساخت دستی بی‌نیاز نمود. طراحی مجدد در سیستم سوخت ظرفیت آن را افزایش داد درحالیکه موجب کاهش تعداد مخازن شد. دماغه هواگرد بلندتر گردید تا علاوه بر کاهش مقاومت هوا، فضای بیشتری برای ناوبر-بمب انداز ایجاد شود تا میدان دید بیشتری جهت رهاسازی بمب‌ها و استفاده از مسلسل دفاعی داشته باشد. اَرّاده فرود جمع شونده مدل جدید سازوکار جدیدی داشت و مؤثر تر بود. پیش‌نمونه اولیه که همانند مدل دی‌بی-۳-ام از موتور M-87B با توان ۹۸۰ اسب بخار استفاده می‌کرد، نخستین پرواز خود را در ۲۱ مه ۱۹۳۹ انجام داد و با موفقیت مراحل آزمایش حکومتی را گذراند و در ژانویه سال ۱۹۴۰ وارد خط تولید شد. تغییرات نسبت به دی‌بی-۳ به اندازه ای زیاد بود که از ماه مارس ۱۹۴۲ دی‌بی-۳-اف به ایل-۴ تغییر عنوان داد. ایل-۴ در ماه‌های بعد همواره دستخوش تغییرات و بهبودهایی از جمله در جنس بدنه و بال‌ها، موتور (جایگزینی موتور با مدل M-88B) و مخازن سوخت بود. شاخص‌ترین تغییر افزودن یک برجک بیشتر که خدمه را یک نفر افزایش داد و استفاده از تسلیحات دفاعی بزرگ‌تر در برجک‌ها بود که در طی آن مسلسل UB با کالیبر ۱۲٫۷ میلی‌متر جایگزین نمونه قبلی ۷٫۶۲ میلی‌متری شد. همچنین جهت محافظت بیشتر از تیربارچی صفحات زرهی اطراف مواضع او تعبیه گردید. در یک مورد اقدام به استفاده از موتورهای ساخت ایالات متحده شد که بعدها عملی نشد.
این افزایش وزن توسط موتورهای جدیدتر جبران نشد که به همین جهت حداکثر سرعت ۴۰۴ کیلومتر بر ساعتی ایل-۴ کندتر از نمونه‌های قبل بود. این مسئله همچنین باعث شده بود نقطه سقل هواپیما به سمت عقب منتقل شود. برای حل این مسئله و پوشاندن کاستی کاهش سرعت، علاوه بر بلندتر کردن قطر تیغه‌های ملخ طراحی بال‌ها نیز تغییر کرد و در ساخت آن‌ها از ترکیب چوب و آلومینیوم استفاده شد که ظرفیت حمل سوخت را نیز بیشتر کرد. همچنین پیشنهاد شد از موتورهای دیزل بزرگی استفاده گردد که اتکا ناپذیری ضعیف آن موجب گردید این ایده هیچگاه وارد مرحله تولید نشود.
ایل-۴ قادر بود ۱۰۰۰ کیلوگرم بمب را تا برد ۱۶۰۰ کیلومتری با خود حمل کند. البته توانایی حمل قریب به ۲۶۰۰ کیلوگرم بمب نیز در این هواپیما دیده می‌شد. این قابلیت باعث جلب نظر نیروی دریایی در جهت استفاده از آن به عنوان اژدر افکن گردید.

## تاریخچه عملیاتی

### شوروی
در ابتدای تهاجم آلمان به شوروی در ۲۲ ژوئن ۱۹۴۱ دی‌بی-۳ و ایل-۴ مهم‌ترین هواگردهای دور برد نیروی هوایی شوروی بودند. با وجود انهدام تعداد زیادی از هواپیماهای شوروی در روزهای آغاز جنگ بر روی زمین، آسیب جدی به هواگردهای دی‌بی-۳ و ایل-۴ وارد نشد چرا که بیشتر آن در مناطق دور دستی نسبت به خط مقدم مستقر شده بودند. با این حال که ایل-۴ تنها یک بمب افکن متوسط بود اما با توجه به برد بلند می‌توانست نقش بمب افکن‌های استراتژیک را نیز ایفا کند. با این وجود که ال-۴ در اولویت چنین اقداماتی در نیروی هوایی شوروی نبود، از آن در چندین عملیات بمباران برد بلند علیه برلین، پایتخت آلمان نازی در سال ۱۹۴۱ استفاده شد که بیشتر هدف آن تبلیغات سیاسی و امید آفرینی در داخل شوروی در مقابل هجمه گسترده دشمن بود. این اقدام که سازمان نیافته و بدون حمایت جنگنده‌ها صورت پذیرفت منجر به تلفات سنگینی برای بمب افکن‌های ایل-۴ شد. پس از آن که سرعت تهاجم نازی‌ها کاهش یافت و جبهه‌های نبرد در جانب شوروی ثبات و سازمان دهی لازم را پیدا کرد بمباران‌های برد بلند نیز موثرتر واقع شد به گونه ای که برای مثال هدف قرار دادن میدان‌ها نفت رومانی با کاستن از منابع سوخت حیاتی ضربه ای جدی به ماشین جنگی آلمان زد. به هر حال عموماً از ایل-۴ برای عملیات‌های بمباران برد کوتاه استفاده می‌گردید.
در ابتدای جنگ با توجه به کمبود فلزات سبک (همانند آلومینیوم) از چوب برای ساخت بال‌های این هواپیما استفاده می‌شد اما نهایتاً با بازگشایی معادن در سیبری و افزایش استخراج، در ماه‌های آخر تولید قطعات فلزی جای چوب را گرفت.
این بمب‌افکن از مقاومت نسبتاً خوبی در مقابل جنگنده‌ها و ادوات ضدهوایی آلمانی برخوردار و طبق ادعای خلبانان با وجود آسیب دیدگی‌های فراوان حتی به کمک یک موتور همچنان قادر به ادامه پرواز بود. این آسیب دیدگی‌ها نیز نسبت به نمونه قبلی راحت تر تعمیر می‌شد.
گفته می‌شود نمونه اژدر افکن ایل-۴ (ایل-۴-تی) در طول جنگ جهانی دوم موفق شد در دریای بالتیک و دریای سیاه بیش از ۵۰ کشتی آلمانی را غرق کند.
از ایل-۴ در کاربردهای دیگری همچون کِشنده گلایدر (هواپیمای بدون موتور برای حمل نفرات و تجهیزات)، ترابری (نفرات و ادوات)، شناسایی و مین ریزی دریایی نیز استفاده شد.
دی‌بی-۳ و ایل-۴ در جریان جنگ دوم جهانی در مجموع بیش از ۲۲۰ هزار پرواز به انجام رساندند و ۲ میلیون بمب بر سر دشمن ریختند که این مسئله برای قریب به ۲۴۰ خلبان، ناوبر و تیربارچی مدال قهرمان شوروی را به ارمغان آورد.

### فنلاند
فنلاند در جریان جنگ دوم جهانی چهار فروند غنیمت گرفته شده دی‌بی-۳-اف را از آلمان ناری خریداری کرد که یکی از آن‌ها در راه انتقال منهدم شد. مابقی سه فروند تا پایان جنگ علیه شوروی به خدمت خود در ارتش فنلاند ادامه دادند.

## کاربران نظامی

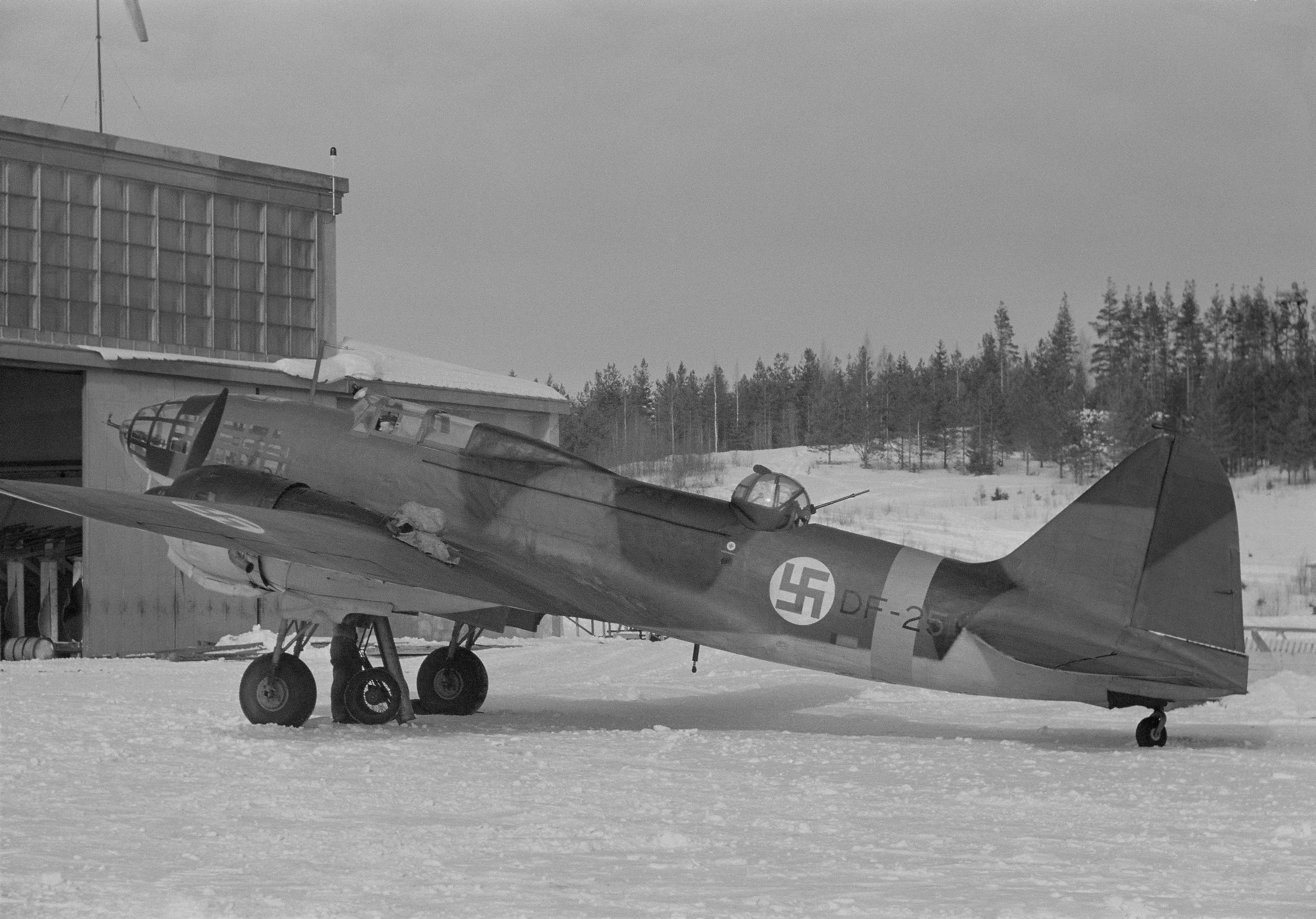
دی‌بی-۳-اف در خدمت ارتش فنلاند (۱۹۴۴)

شوروی
- نیروی هوایی شوروی
- هواگردی دریایی شوروی

جمهوری چین
- نیروی هوایی جمهوری چین: ۲۴ فروند

 فنلاند
- نیروی هوایی فنلاند: ۴ فروند

 آلمان
- نیروی هوایی آلمان نازی

## مشخصات فنی (مدل ایل-۴)

ایل-۴ (۱۹۴۲)

### مشخصات عمومی
- خدمه: ۴ نفر: خلبان، بمب‌انداز-ناوبر-تیربارچی، بیسیم‌چی-تیربارچی، تیربارچی
- طول: ۱۴٫۷۶ متر
- طول بال: ۲۱٫۴۴ متر
- ارتفاع: ۴٫۱ متر[۲]
- مساحت بال: ۶۶٫۷ متر مربع
- وزن خالی: ۵۸۰۰ کیلوگرم
- وزن بارگزاری شده: ۹۴۷۰ کیلوگرم[۵]
- حداکثر وزن هنگام برخاستن: ۱۲۱۲۰ کیلوگرم
- نیرومحرکه: یک موتور شعاعی ۱۴ سیلندر Mikulin M-88B خنک شونده با هوا: هر یک ۱۱۰۰ اسب بخار

### عملکرد
- حداکثر سرعت: ۴۱۰ کیلومتر بر ساعت در ۶۵۰۰ متری
- پایاسیر: ۳۴۰ کیلومتر بر ساعت[۶]
- برد: ۳۸۰۰ کیلومتر، ۲۶۰۰ کیلومتر همراه با ۱۰۰ کیلوگرم بمب
- حداکثر ارتفاع: ۸۷۰۰ متر
- سرعت صعود: ۴٫۵ متر بر ثانیه،[۷] ۵۰۰۰ متری در ۱۳٫۶ دقیقه
- نسبت توان به وزن: ۰٫۲۸ اسب بخار بر کیلوگرم

### تسلیحات
- دو مسلسل دفاعی ShKAS با کالیبر ۷٫۶۲ میلی‌متر یکی در دماغه و دیگری در برجک جانب هواپیما
- یک مسلسل دفاعی Berezin UBT با کالیبر ۱۲٫۷ میلی‌متر در برجک سقفی
- دو راکت BETAB-750DS 305 با قطر ۳۰۵ میلی‌متر
- یک اژدر ۹۴۰ کیلوگرمی نوع ۴۵–۳۶
- ۲۷۰۰ کیلوگرم بمب یا مین دریایی

## نگارخانه

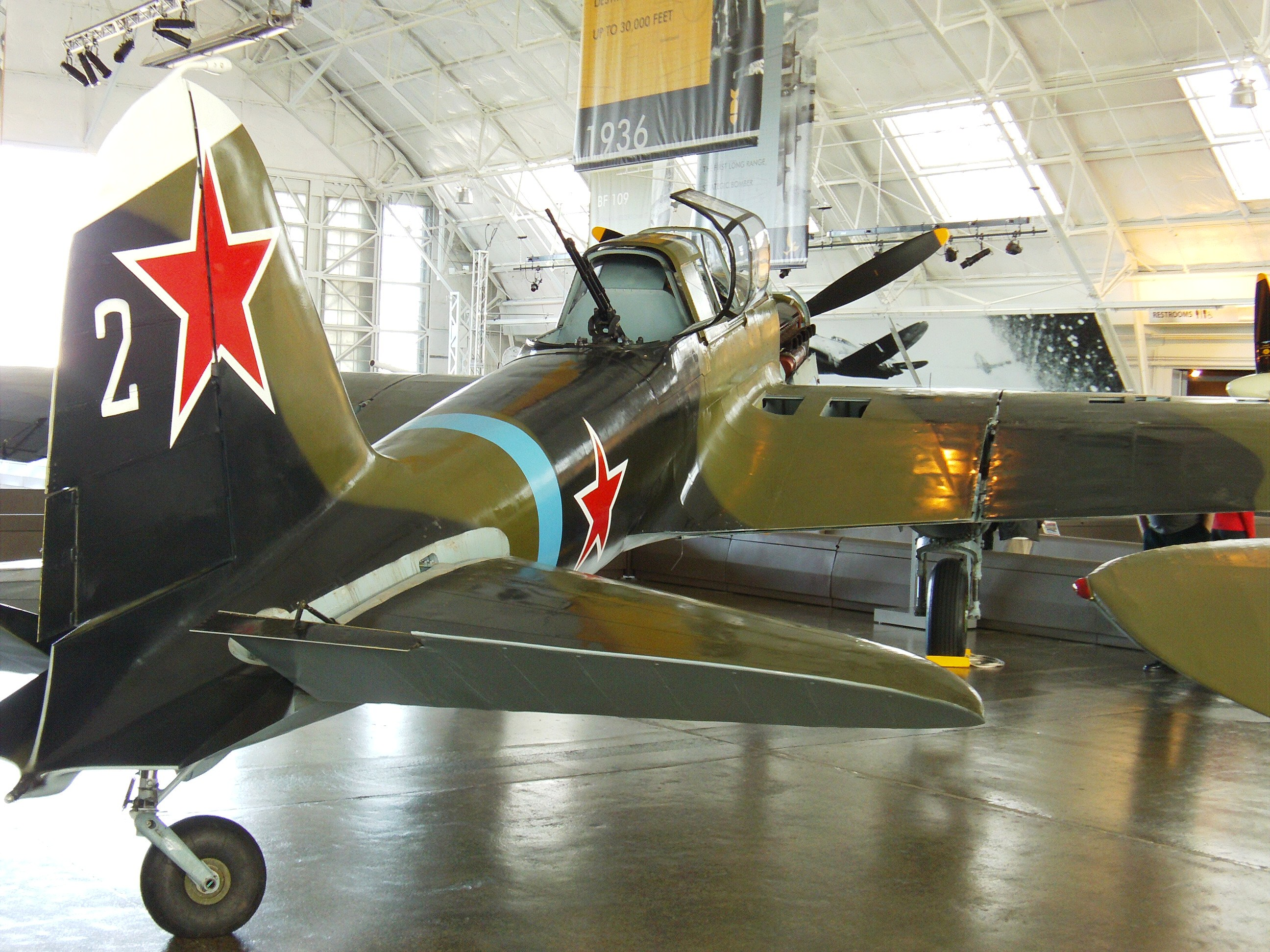
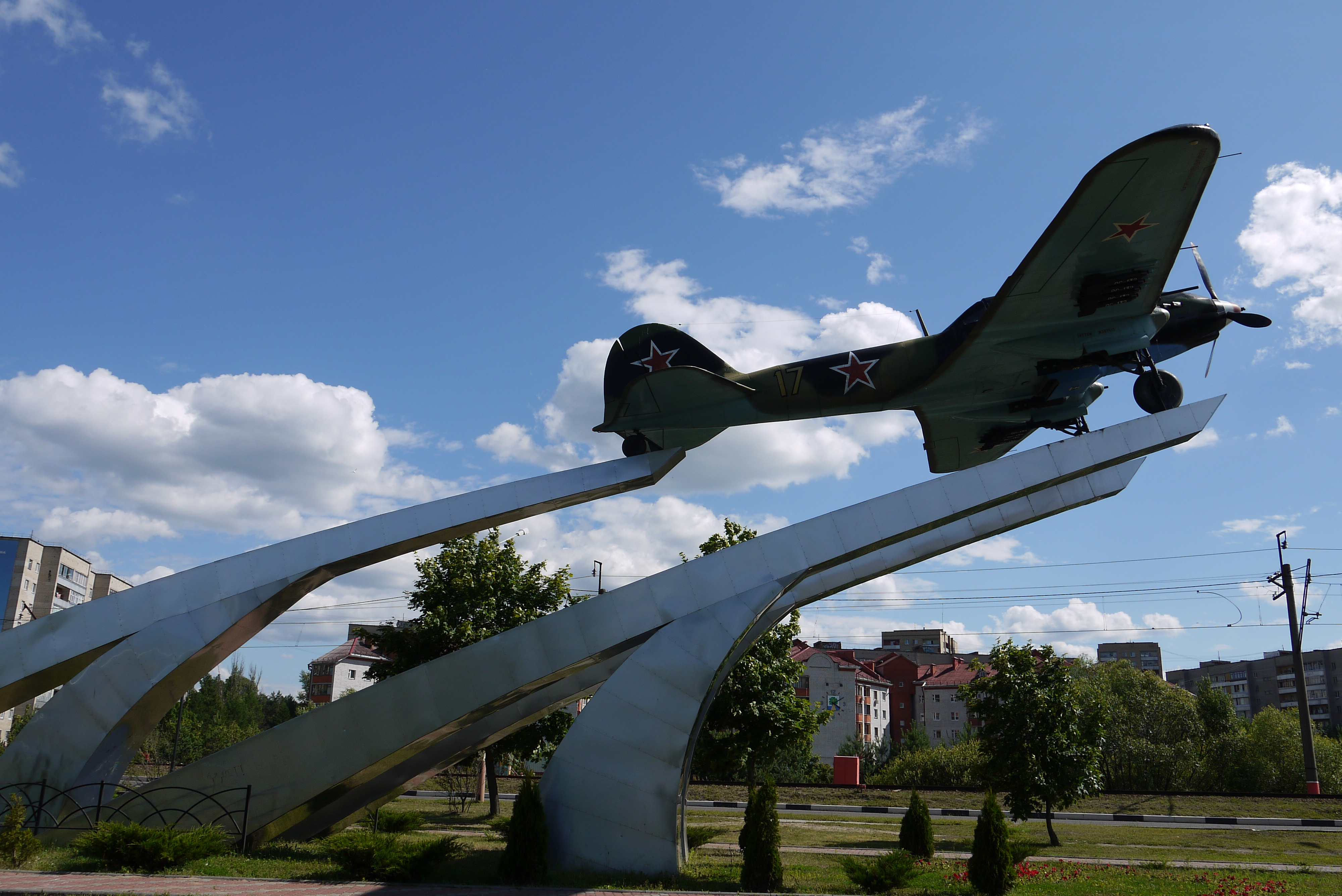
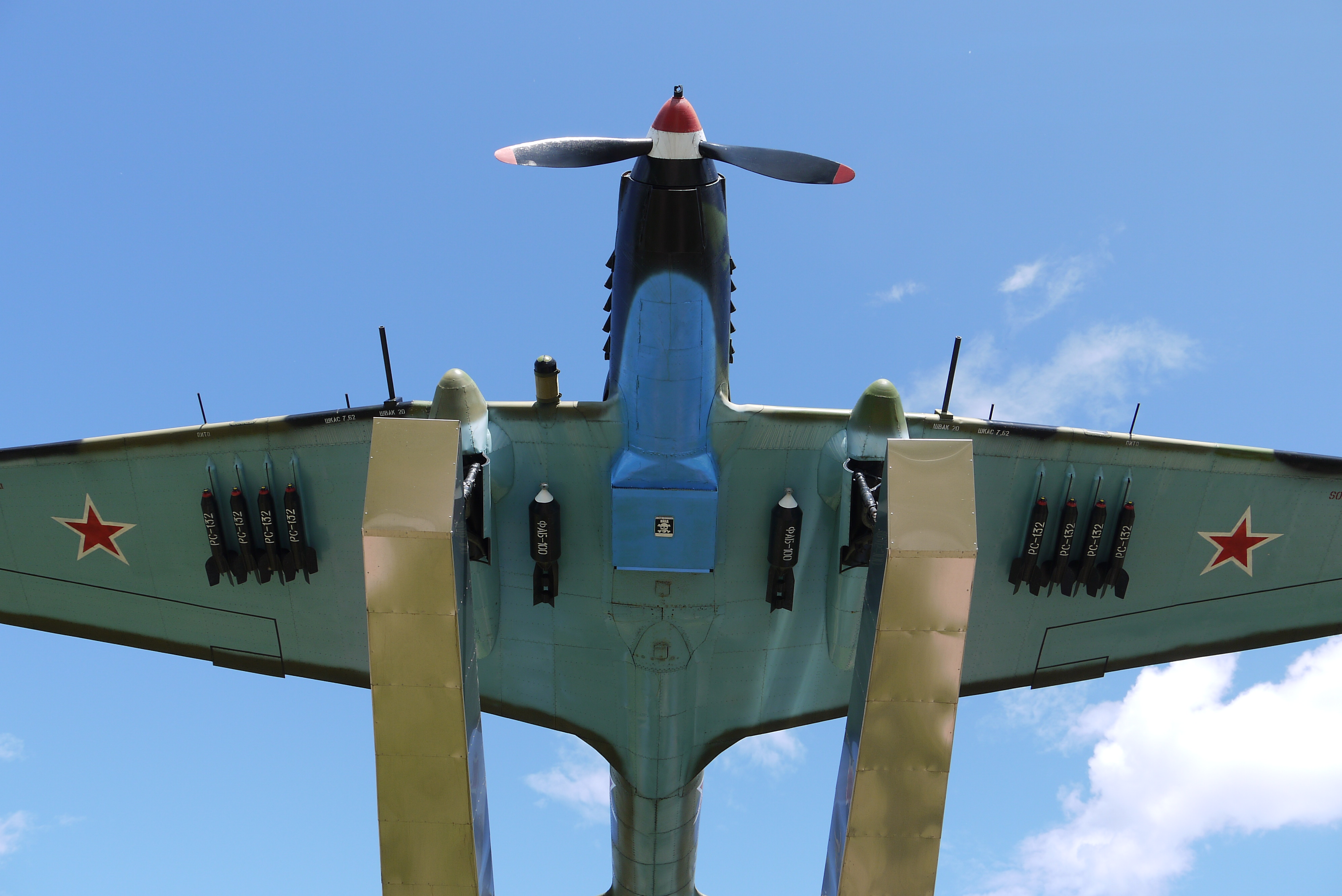
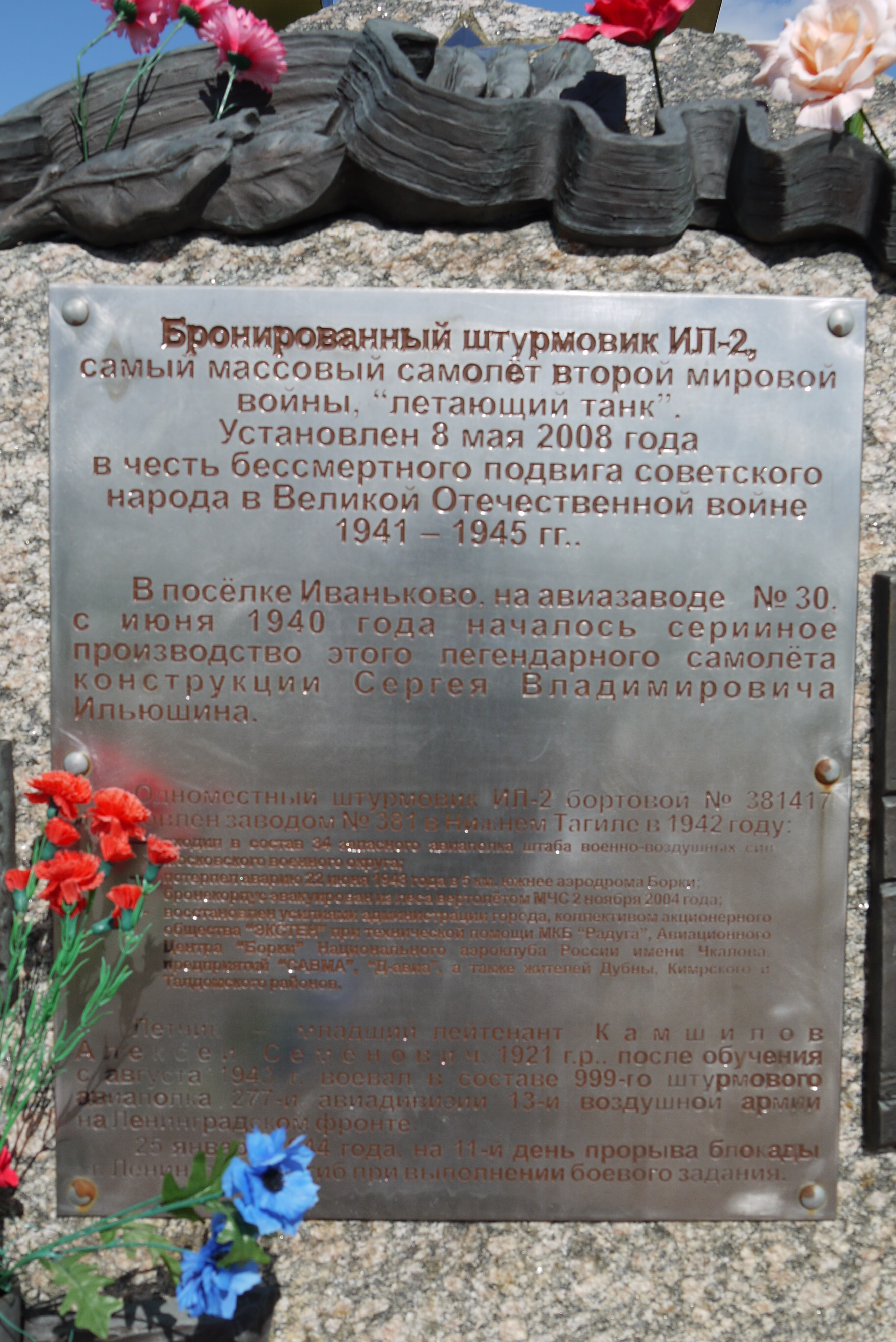
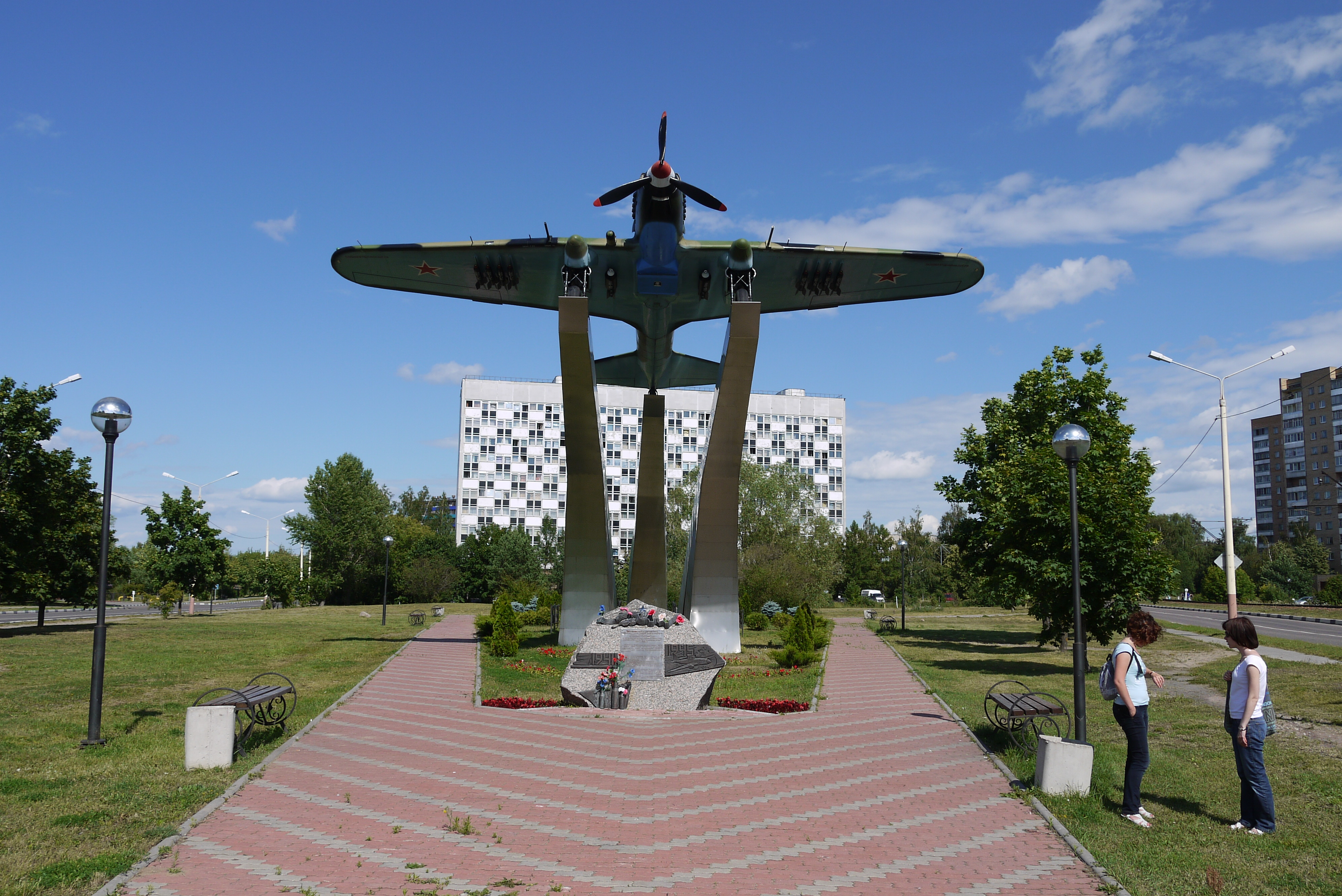
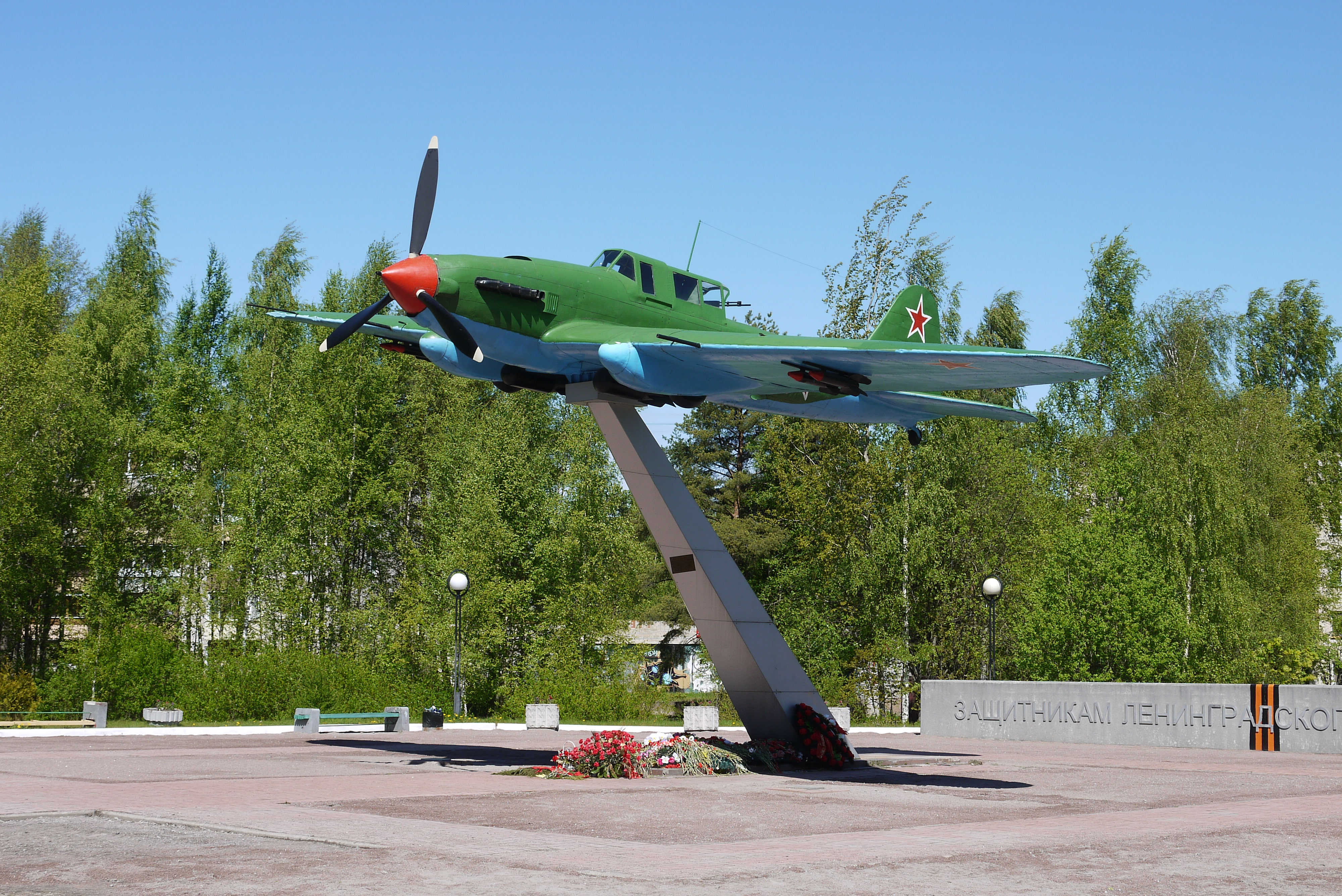
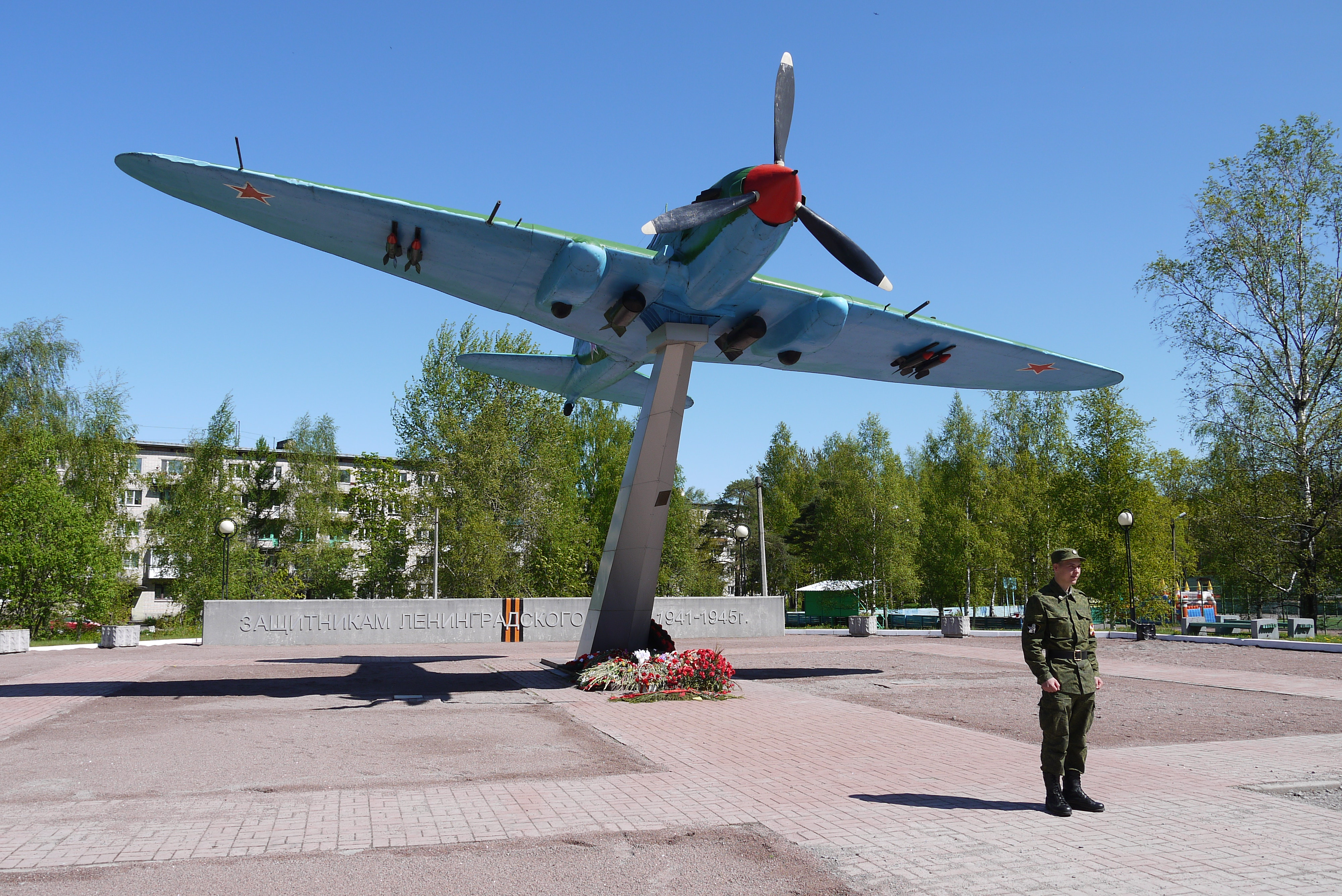
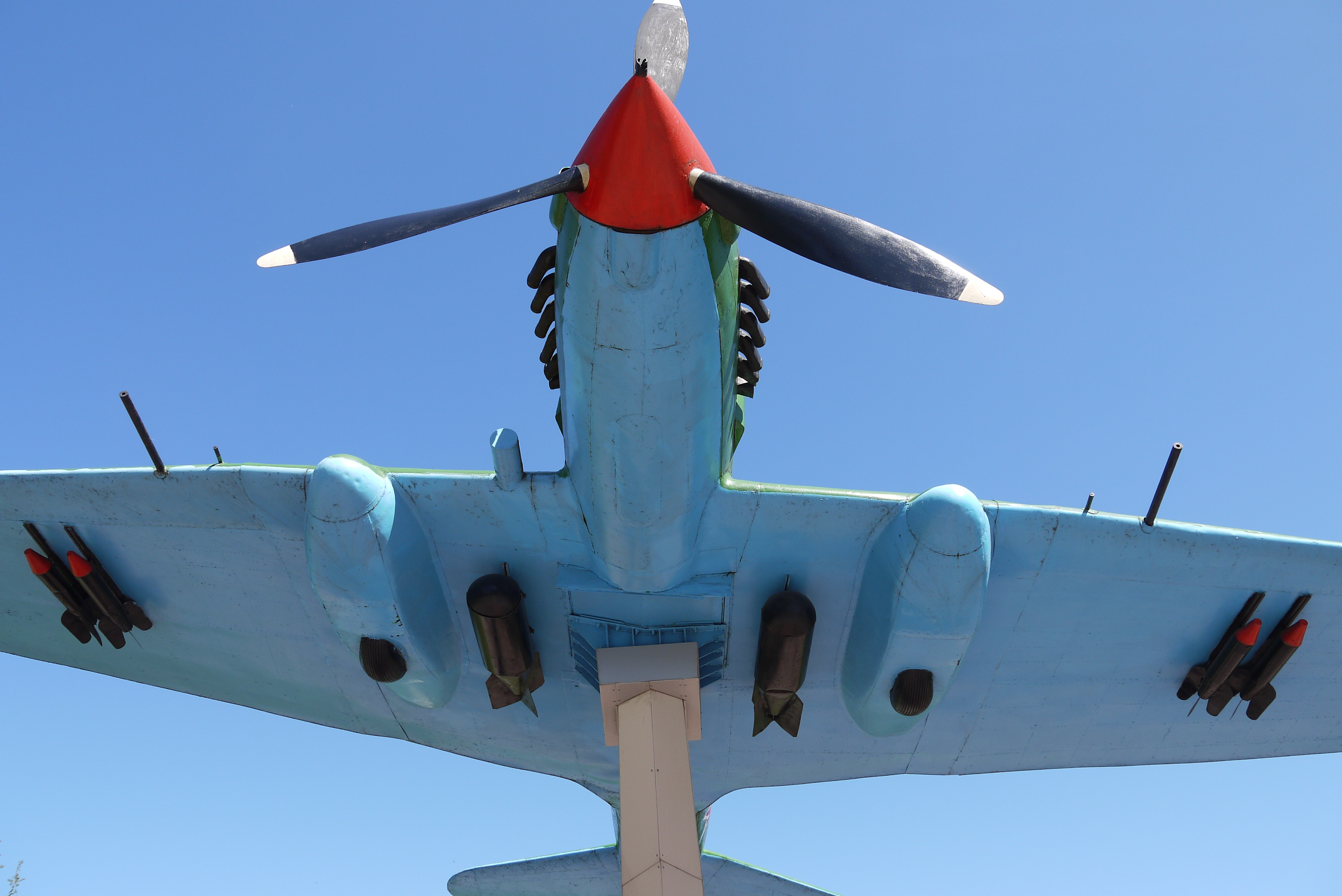
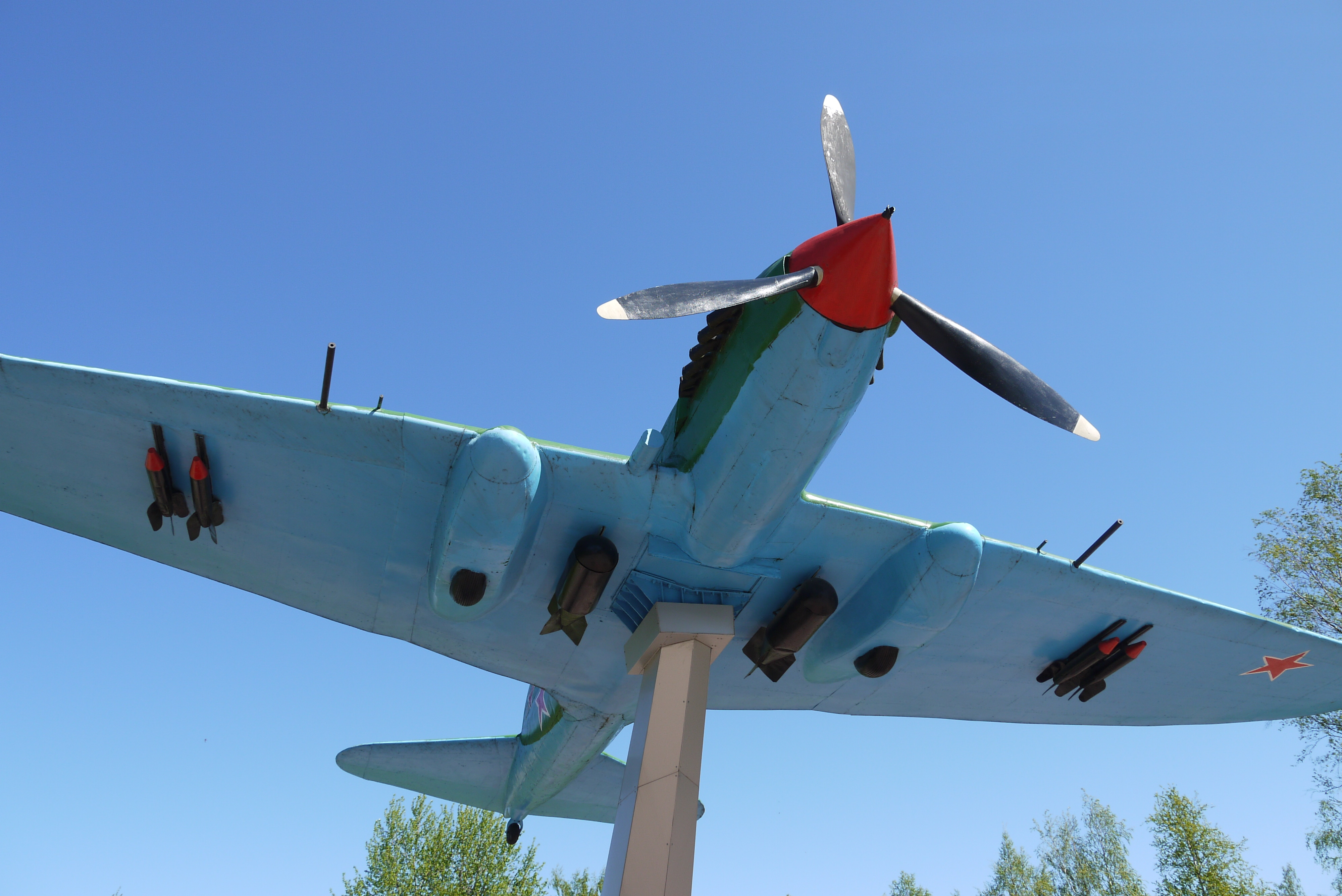